# Pete Sandoval
 (décembre 2016).
Si vous disposez d'ouvrages ou d'articles de référence ou si vous connaissez des sites web de qualité traitant du thème abordé ici, merci de compléter l'article en donnant les références utiles à sa vérifiabilité et en les liant à la section « Notes et références ».
Pete Sandoval est un batteur américain né le 21 mai 1963.

## Biographie
Très reconnu dans le milieu du metal extrême. Né au Salvador, il est connu pour l'extrême rapidité de son jeu de grosse caisse (double grosse caisse) ainsi que pour sa technique prodigieuse. Son premier groupe d'importance fut Terrorizer, un groupe de grindcore, formé au milieu des années 1980, dans lequel il commença à montrer son talent.
Sandoval fut invité à rejoindre le groupe de death metal Morbid Angel. Terrorizer se disloqua après son départ. Il est encore reconnu aujourd'hui comme étant l'un des plus rapides batteurs dans le milieu du metal. Beaucoup de personnes voient en lui l'un des batteurs précurseurs du blast beat. De par sa maitrise de la double grosse caisse, Pete a hérité du surnom « Pete the Feet » (Pete les Pieds).   
Fait intéressant, Sandoval n'avait jamais utilisé de double grosse caisse avant de rejoindre Morbid Angel. Il a dû s'entraîner jour et nuit afin d'obtenir la bonne vitesse pour pouvoir enregistrer Altars of Madness seulement deux mois après avoir rejoint Morbid Angel. Selon le guitariste de Morbid Angel, Trey Azagthoth, dès qu'il est réveillé, Pete dirait « Il est temps de se remettre au travail » 
Sandoval est souvent cité par son surnom « Commando ».